# Adan Canto
José Luis Adan Narváez Canto (Ciudad Acuña, Coahuila; 5 de diciembre de 1981-8 de enero de 2024), conocido como Adan Canto, fue un actor mexicano.

## Biografía
Canto nació en Ciudad Acuña, Coahuila. De niño tocaba el piano y a la edad de nueve años hizo su debut en el cine en Como agua para chocolate. A los 16 se convirtió en un cantante profesional.
Su primer papel en el cine fue en 2009 en el thriller Sin memoria. Luego consiguió un papel de reparto en Te presento a Laura. Canto protagonizó dos películas mexicanas recientes: Amar no es querer y Casi 30. En televisión, actuó en Estado de gracia.
De igual forma, tuvo a su cargo los papeles principales en obras mexicanas como Todo sobre mi madre y No sé si cortarme las venas o dejármelas largas.
Con la serie The Following debutó en Estados Unidos, interpretando el papel del mutante Roberto da Costa también conocido como Sunspot en la cinta X-Men: días del futuro pasado, dirigida por Bryan Singer.
En 2016, ocupó el papel protagónico de Aaron Shore, en la famosa serie dramática de televisión estadounidense Designated Survivor, donde actuó con Kiefer Sutherland y que lo hizo mundialmente conocido.
Interpretó a Armand Morales, miembro de una red de crimen organizado, en la primera temporada de la serie The Cleaning Lady, estrenada en México y Latinoamérica a través de la plataforma streaming HBO MAX, en enero de 2022.

## Muerte
Falleció el 8 de enero de 2024 de cáncer de apéndice.

## Filmografía
| Año  | Título                        | Papel                    | Notas        |
| ---- | ----------------------------- | ------------------------ | ------------ |
| 2009 | Sin memoria                   | Coco                     |              |
| 2010 | Te presento a Laura           | Manuel                   |              |
| 2011 | Santiago del otro lado        | Santiago                 | Cortometraje |
| 2011 | Amar no es querer             | Mauro                    |              |
| 2012 | Al Ras                        | Clarie                   | Cortometraje |
| 2012 | Casi treinta                  | Sid                      |              |
| 2014 | X-Men: días del futuro pasado | Roberto de Costa/Sunspot |              |
| 2014 | Before Tomorrow               | Joseph                   | Cortometraje |
| 2020 | 2 Corazones                   | Jorge Bolívar            | Película     |
| 2021 | Bruised                       | Desi                     | Película     |

| Año       | Título                         | Papel                         | Notas                                            |
| --------- | ------------------------------ | ----------------------------- | ------------------------------------------------ |
| 2009      | Estado de gracia               | León                          |                                                  |
| 2010      | Los Minondo                    |                               | Episodio: "El enfrentamiento"                    |
| 2013      | The Following                  | Paul Torres                   | 10 episodios                                     |
| 2014      | Mixology                       | Dominic                       | 13 episodios                                     |
| 2014      | Hysteria                       | Matt Sánchez                  | Episodio piloto                                  |
| 2015      | Narcos                         | Minister Rodrigo Lara Bonilla | Episodio #1.3                                    |
| 2015      | The Curse of the Fuentes Women | Salvador                      | Telefilme                                        |
| 2015      | Blood & Oil                    | A. J. Menéndez                | Serie de televisión, 9 episodios                 |
| 2016      | Second Chance                  | Connor Graff                  | Serie de televisión, 5 episodios                 |
| 2016      | The Catch                      | Jeffery Bloom                 | Serie de televisión, Episodio: "The Real Killer" |
| 2016—2019 | Designated Survivor            | Aaron Shore                   | Elenco principal, serie de TV Netflix            |
| 2022      | The Cleaning Lady              | Armand Morales                | Elenco principal, serie de TV (22 episodios)     |